# Doraemon et moi
Série Doraemon et moi (2014)
Doraemon et moi 2
Pour plus de détails, voir Fiche technique et Distribution.
Doraemon et moi (STAND BY ME ドラえもん, Stand by Me Doraemon) est un film d'animation japonais réalisé par Takashi Yamazaki, sorti le 8 août 2014 au Japon. Il s'agit du 35e film tiré du manga Doraemon. Le film est diffusé dans 59 pays et provinces du monde. Le film a été projeté en Italie le 6 novembre 2014 et est également à l'affiche en Espagne et en Amérique latine ainsi qu'en Indonésie. D'autres pays projettent le film en 2015, notamment la Chine et la France,.

## Synopsis
Nobita Nobi, un garçon japonais de 10 ans, est un enfant assez feignant, très maladroit et surtout extrêmement malchanceux, il accumule les mauvais résultats scolaires aussi bien dans les matières principales qu'en éducation physique et entretien des relations fragiles avec ses amis… Cependant, une nuit, Doraemon, un mystérieux robot en forme de chat bleu débarque dans sa chambre accompagné d'un autre enfant qui n'est autre que l'arrière-petit-fils de Nobita. Ils viennent tous les deux du XXIIe siècle où les descendants de Nobita doivent encore payer les dettes qu'il a accumulées par incompétence. La mission de Doraemon est d'aider Nobita à éviter un futur effroyable parsemé d'échecs et de gaffes ainsi qu'un mariage regrettable. Pour faciliter la tâche, Doraemon a emmené avec lui une panoplie de gadgets futuristes rangés dans sa poche à quatre dimensions que Nobita pourra utiliser en cas de force majeure. Mais Doraemon ignore encore que le travail qui l'attend n'est pas de tout repos, en effet, Nobita est très têtu et abuse souvent des gadgets qui sont à sa disposition…

## Fiche technique
- Studios d'animation : Shirogumi, Robot Communications, Shin-Ei Animation
- Genre : Animation, comédie de science-fiction
- Durée : 105 minutes
- Dates de sortie : 
  - Japon : 8 août 2014
  - France : 24 décembre 2021 sur Netflix en VOSTFR seulement

## Distribution

### Voix originales
- Wasabi Mizuta : Doraemon
- Megumi Ohara : Nobi Nobita
- Yumi Kakazu : Shizuka
- Tomokazu Seki : Suneo
- Subaru Kimura : Géant
- Yoshiko Kamei : Nobisuke
- Vanilla Yamazaki : Jaiko
- Shihoko Hagino : Dekisugi
- Wataru Takagi : Sensei
- Kotono Mitsuishi : mère de Nobita
- Yasunori Matsumoto : père de Nobita
- Miyako Takeuchi : mère de Gian
- Aruno Tahara : père de Shizuka
- Satoshi Tsumabuki[6] : Nobita (adulte)

### Voix françaises
- Émilie Guillaume : Doraemon
- Cécile Florin : Nobita Nobi
  - Brieuc Lemaire : Nobita Nobi adulte
- Maia Baran : Shizuka Minamoto
- Jean-Paul Clerbois : Takeshi « Gian » Goda
- Pierre Le Bec : Suneo Honekawa
- Fabienne Loriaux : la mère de Nobita
- Michel Hinderyckx : le père de Nobita
- Karin Clercq : Hidetoshi Dekisugi
  - Maxime Donnay : Hidetoshi Dekisugi adulte
- Stéphane Excoffier : Sewashi, la mère de Gian
- Peppino Capotondi : le professeur de Nobita
- Laurent Vernin : Yoshio Minamoto

- Version française
  - Studio de doublage : Chinkel (Belgique)
  - Direction artistique : Jean-Marc Delhausse
  - Adaptation : Lisa Rosier-Gordon

## Musique
- Himawari no Yakusoku (Motohiro Hata)